# Dolores Redondo
Dolores Redondo Meira (1969. február 1. –) spanyol noir író. A Navarra-trilógia szerzője. A Premio Planeta de Novela irodalmi díj 2016-os nyertese. Carlos Ruiz Zafón szerint a szerzőnő a thriller koronázatlan királynője.

## Életrajz
Dolores Redondo a Deusto-i Egyetemen tanult jogot, de nem szerzett diplomát. San Sebastiánban gasztronómiát tanult, és több étteremben is dolgozott. Mielőtt profi író lett, saját éttermet is nyitott. 2006 óta Cintruénigóban él. 
Eleinte novellákat és gyerekkönyveket írt. 2009-ben adta ki első regényét, a Los privilegios del ángelt, majd ezt követte 2013 januárjában a Navarra-trilógia (spanyolul: Trilogía del Baztán) első kötete, az El guardián invisible (A láthatatlan őrző), aztán még ugyanezen év novemberében a második rész, a Legado en los huesos (A csontok öröksége). Egy évre rá jelent meg a befejező rész, az Ofrenda a la tormenta (Áldozat a viharnak). A trilógiából több mint 700 000 példány kelt el, és több mint 15 nyelvre lefordították, köztük magyarra is.
Peter Nadermann, a Stieg Larsson regényeiből készült Millennium (Tetovált Lány) filmeket is jegyző német producer már majdnem rögtön az első kötet megjelenésekor megszerezte a megfilmesítés jogát. Az első film 2017-ben jelent meg, melyet a 2018-as spanyol filmhéten A láthatatlan őr címen magyar felirattal is vetítettek, a folytatása 2019-ben került a mozikba, a trilógia befejező része pedig 2020-ban várható.
2016-ban megnyerte Premio Planeta de Novela díjat a Todo esto te daréval (Mindezt neked adom), amit Jim Hawkins álnéven nyújtott be Sol de Tebas álcímmel.

## Irodalmi díja
2016: Premio Planeta de novela a Todo esto te daréért (Mindezt neked adom), ami a világ második legnagyobb irodalmi díja a Nobel-díj után 601 000 euróval.

## Magyarul megjelent művei
- Navarra-trilógia:

1. A láthatatlan őrző; ford. Szelivánov Júlia; Trivium, Bp., 2014
2. A csontok öröksége; ford. Szelivánov Júlia; Trivium, Bp., 2015
3. Áldozat a viharnak; ford. Szelivánov Júlia; Trivium, Bp., 2016

- Mindezt neked adom; ford. Szelivánov Júlia; Trivium, Bp., 2018

## Magyarul meg nem jelent művei
- Los privilegios del ángel (2009)

- La cara norte del corazón (2019)

## Filmadaptációk
- 1. El guardián invisible (2017), 129”[9]

Rendező: Fernando González Molina. Író: Dolores Redondo. Forgatókönyvíró: Luis Berdejo. Zene: Fernando Velázquez
2018-ban Fernando González Molina elnyerte vele a Legrosszabb film, amit TV-csatorna gyártott különdíját a Yoga Awardson.
- 2. Legado en los huesos (2019), 119”[11]

Rendező: Fernando González Molina. Író: Dolores Redondo. Forgatókönyvíró: Luis Berdejo. Zene: Fernando Velázquez
- 3. Ofrenda a la tormenta (2020)[12]

Rendező: Fernando González Molina. Író: Dolores Redondo. Forgatókönyvíró: Luis Berdejo. Zene: Fernando Velázquez

## Chanchigorri sütemények
Dolores Redondo regényeinek sajátossága a changiorri sütemények jelenléte. A regények ismertebbé tették őket Navarrán kívül, ahol népszerű desszert.

## Fordítás
- Ez a szócikk részben vagy egészben  a   Dolores Redondo című angol Wikipédia-szócikk ezen változatának fordításán alapul.  Az eredeti cikk szerkesztőit annak laptörténete sorolja fel. Ez a jelzés csupán a megfogalmazás eredetét és a szerzői jogokat jelzi, nem szolgál a cikkben szereplő információk forrásmegjelöléseként.